# Linda French
Linda Jean French (* 4. März 1964 in Oak Park, Illinois) ist eine US-amerikanische Badmintonspielerin. 

## Karriere
Linda French nahm 1992 und 1996 an Olympia teil. Bei allen ihren drei Starts wurde sie dabei 17. in der Endabrechnung. National gewann sie in den USA zehn Titel. International war sie in Island und zweimal in Puerto Rico erfolgreich. Bei den Panamerikaspielen 1995 gewann sie zweimal Bronze.

## Sportliche Erfolge
| Saison | Veranstaltung              | Disziplin   | Platz | Name                              |
| ------ | -------------------------- | ----------- | ----- | --------------------------------- |
| 1986   | USA: Einzelmeisterschaften | Damendoppel | 1     | Linda French / Nina Lolk          |
| 1987   | USA: Einzelmeisterschaften | Mixed       | 1     | Chris Jogis / Linda French        |
| 1987   | USA: Einzelmeisterschaften | Damendoppel | 1     | Linda French / Nina Lolk          |
| 1988   | Iceland International      | Damendoppel | 1     | Linda French / Pam Owens          |
| 1988   | USA: Einzelmeisterschaften | Mixed       | 1     | Chris Jogis / Linda French        |
| 1988   | USA: Einzelmeisterschaften | Damendoppel | 1     | Linda French / Linda Safarik-Tong |
| 1989   | USA: Einzelmeisterschaften | Mixed       | 1     | Tariq Wadood / Linda French       |
| 1989   | USA: Einzelmeisterschaften | Damendoppel | 1     | Linda French / Linda Safarik-Tong |
| 1992   | USA: Einzelmeisterschaften | Mixed       | 1     | Andy Chong / Linda French         |
| 1992   | Olympia                    | Dameneinzel | 17    | Linda French                      |
| 1992   | Olympia                    | Damendoppel | 17    | Linda French / Joy Kitzmiller     |
| 1993   | USA: Einzelmeisterschaften | Mixed       | 1     | Andy Chong / Linda French         |
| 1994   | USA: Einzelmeisterschaften | Mixed       | 1     | Andy Chong / Linda French         |
| 1995   | Puerto Rico International  | Mixed       | 1     | Linda French / Kathy Zimmerman    |
| 1995   | Puerto Rico International  | Dameneinzel | 1     | Linda French                      |
| 1995   | USA: Einzelmeisterschaften | Mixed       | 1     | Andy Chong / Linda French         |
| 1995   | Panamerikaspiele           | Mixed       | 3     | Mike Edstrom / Linda French       |
| 1995   | Panamerikaspiele           | Damendoppel | 3     | Linda French / Erika Von Heiland  |
| 1996   | Olympia                    | Damendoppel | 17    | Linda French / Erika Von Heiland  |